# 33886 Lilydeveau
33886 Lilydeveau este o planetă minoră (asteroid) din centura de asteroizi. A fost descoperită pe 28 mai 2000 la Experimental Test Site⁠(d) de Lincoln Near-Earth Asteroid Research. 
Obiectul prezintă o orbită caracterizată de o semiaxă mare de 2,6214437 UAi, o excentricitate de 0,07, o înclinație de 1,06754 ° în raport cu ecliptica.